# La poupée qui fait non (Mylène Farmer)
La poupée qui fait non è il primo singolo dell'album Live à Bercy, della cantante francese Mylène Farmer pubblicato il 29 aprile 1997.
Il singolo fu scelto per promuovere il cd live di Mylène Farmer Live à Bercy uscito pochi mesi prima. Nell'esibizione Mylène canta questa cover di La poupée qui fait non di Michel Polnareff insieme al cantante algerino Khaled.
Il singolo venderà circa 100 000 copie e raggiungerà la sesta posizione della classifica francese dei singoli.

## Versioni ufficiali
1. La poupée qui fait non (Single Version) (4:30)
2. La poupée qui fait non (Version Live 96) (4:39)
3. La poupée qui fait non (Say It Like You Used To Club Remix) (7:50)
4. La poupée qui fait non (I Want A Man Mix) (6:30)